# Бедріх Кутни
Бедріх Кутни (чеськ. Bedřich Koutný; 6 березня 1931) — колишній боксер середньої ваги, що виступав за збірну команду Чехословаччини.
На літніх Олімпійських іграх 1952 року в Гельсінкі (Фінляндія) виступав у змаганнях боксерів середньої ваги. У першому колі переміг Ектора Матурано (Аргентина), проте у другому колі поступився німцеві Дітеру Вемхьонеру.
Наступного року, на чемпіонаті Європи з боксу у Варшаві (Польща) почергово переміг Петара Станкова (Болгарія), Віктора Лукнякова (СРСР) та Роналда Бартона (Англія). У фінальному двобої знову ж таки поступився тому самому Дітеру Вемхьонеру, здобувши срібну медаль.